# PMR (radio)

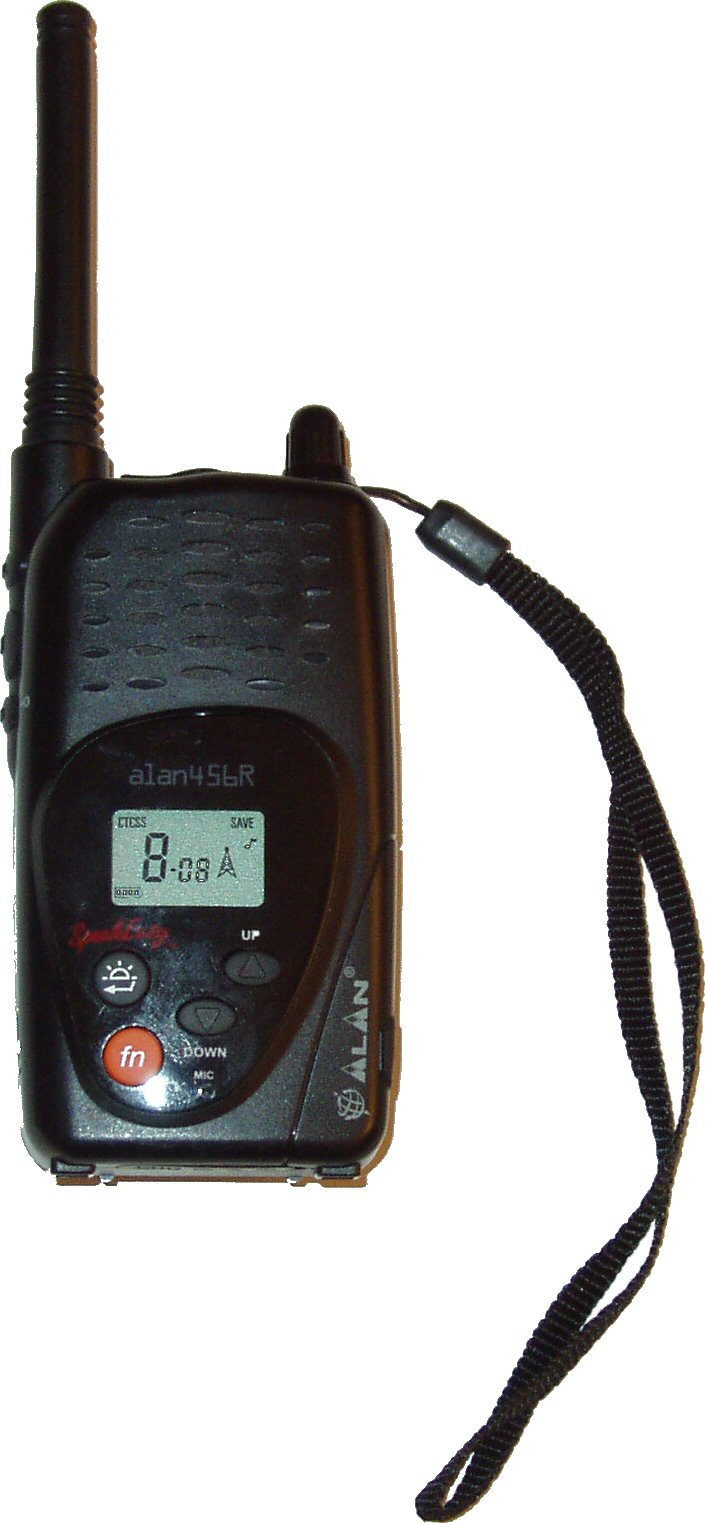
Alan 456r

PMR (z ang. Private Mobile Radio lub Professional Mobile Radio) – rodzaj urządzeń radiowych typu walkie-talkie. Międzynarodowe regulacje prawne pozwalają na terenie Unii Europejskiej użytkowanie dedykowanych radiotelefonów PMR446, sklasyfikowanych jako urządzenia klasy 1, bez pozwolenia radiowego. Urządzenia PMR mogą być klasyfikowane jako urządzenia klasy 2, których używanie wymaga pozwolenia radiowego.

## Historia
Standard PMR446 powstał pod koniec lat '90 jako odpowiedź na zapotrzebowanie małych firm na urządzenia do łączności, których użytkowanie nie wymagało uzyskiwania pozwolenia radiowego.
Pierwotnie na podstawie ERC Decision (98)25 przyznano pasmo częstotliwości 446,0-446,1 MHz z odstępem kanałowym 12,5 kHz i offsetem pierwszego kanału 6,25 kHz. Daje to łącznie 8 kanałów.
Następnie w 2005 roku na podstawie ECC Decision (05)12 dodano pasmo częstotliwości 446,1-446,2 MHz dla nowego standardu cyfrowego DMR/dPMR.
W 2015 roku, ECC Decision (15)05 połączyło oba pasma, dając łącznie 16 kanałów analogowych i 32 kanały cyfrowe. Od 2016 roku wprowadzono okres przejściowy, finalnie zmianę wprowadzono od stycznia 2018 roku. Nowa decyzja wprowadza ograniczenie czasu nadawania do 180 sekund.

## Użytkowanie
Pasmo PMR 446 podzielone jest na 16 kanałów z odstępem co 12,5 kHz, w zakresie częstotliwości 446,0–446,2 MHz dla łączności analogowych, na których można prowadzić naprzemiennie bezpośrednie rozmowy (simplex) oraz na 16 kanałów z odstępem 6,25 kHz lub 12,5 kHz, w zakresie częstotliwości 446,1–446,2 MHz dla łączności cyfrowych, z wymuszonym ograniczeniem czasu nadawania do 180 sekund. Stosowany jest system dodatkowych tonów CTCSS oraz DCS (nazywanych popularnie kodami), emitowanych i odbieranych przez radiotelefon. Wywołanie słychać, jeżeli tony w obu radiotelefonach są identyczne. Nie zapewnia to jednak bezkolizyjności rozmów prowadzonych na tym samym kanale. Radiotelefony PMR pracują z mocą 0,5 W ERP

## Status prawny
Na podstawie art. 145 ust. 2 pkt 5 Prawa komunikacji elektronicznej, dla urządzeń typu PMR446 nie jest wymagane pozwolenie na użytkowanie urządzenia radiowego nadawczego lub nadawczo-odbiorczego:
będącego urządzeniem klasy 1, o którym mowa w art. 274 ust. 3
Na podstawie uchylonego Prawa telekomunikacyjnego z 2004 zapis o urządzeniach PMR446 został usunięty w aktualnej wersji rozporządzenia ministra cyfryzacji, w sprawie urządzeń radiowych nadawczych lub nadawczo-odbiorczych, które mogą być używane bez pozwolenia radiowego.

## Zasięg
Generalnie zasięg zależy od skuteczności wbudowanej anteny (zwykle im dłuższa tym lepiej), czułości odbiornika i warunków otoczenia. Największe znaczenie ma wysokość nadajnika npm. oraz rodzaj zastosowanej anteny. Pomimo że modyfikowanie anten jest zabronione, jest to praktykowane przez amatorów.
| Konfiguracja otoczenia                                                         | Zasięg w km   |
| ------------------------------------------------------------------------------ | ------------- |
| Bezpośrednia widoczność (np. pomiędzy szczytami gór, z szybowca lub paralotni) | powyżej 10 km |
| Idealne warunki (np. jeziora)                                                  | 5–6 km        |
| Odkryty teren (pola, łąki)                                                     | 4–5 km        |
| Rzadka i niska zabudowa                                                        | 2–3 km        |
| Teren zurbanizowany                                                            | do 0,5 km     |

## Kanał wywoławczy w polskich górach
Wiele stron internetowych poświęconych PMR zaleca używanie wspólnego kanału nr 3 z tonem CTCSS 14 (3.14 - tak jak liczba π) w celu informowania się o niebezpieczeństwach, przekazywania informacji meteorologicznych oraz wzywania pomocy.
Dla operatorów UAV (bezzałogowych statków powietrznych) zwanych powszechnie dronami zaleca się stosowanie kanału nr 4 z tonem CTCSS 14.

## DIGITAL PMR
Rozporządzeniem Ministra Transportu z dnia 3 lipca 2007 r. w sprawie urządzeń radiowych nadawczych i nadawczo-odbiorczych, które mogą być używane bez pozwolenia radiowego (Dz.U. z 2007 r. nr 138, poz. 972, z późn. zm.), dopuszczono w Polsce używanie cyfrowych PMR, a tym samym rozszerzono pasmo PMR o 16 kolejnych kanałów cyfrowych.
W cyfrowym PMR selektywne wywołanie opiera się na multipleksowaniu dźwięku razem z odpowiednią sygnalizacją (254 kody dostępne w każdym kanale).

## Wymagania techniczne
Specyfikacja dla urządzenia klasy 1, dla podklasy 51 (PMR446) :
- Urządzenie ręczne (hand portable) wyłącznie ze zintegrowaną anteną.
- Przeznaczone do łączności krótkiego zasięgu peer-to-peer.
- Nie może być używane jako stacja bazowa lub retransmitująca oraz stanowić część infrastruktury.
- Dopuszczalna moc nadawcza 500 mW ERP[7]
- Musi spełniać warunki techniczne opisane w normie ETSI EN 303 405. [8]

Ponadto warunki określone przez niektóre kraje i urzędy:
- Zakres przestrajania częstotliwości nadajnika nie może wykraczać poza pasmo przydzielone dla PMR 446 (tzw. zaprogramowane kanały PMR).
- W paśmie PMR 446 nie powinny być użytkowane radiotelefony UHF przeznaczone do użytku licencjonowanego i radioamatorskiego (z licencją krótkofalowca). [9]
- Midland GB1 (samochodowy transceiver z zewnętrzną anteną o podstawie magnetycznej bez możliwości rozłączenia) jest dopuszczony do użytku wyłącznie w Niemczech i Holandii. [10]
- Urządzenie nie może być modyfikowane zarówno mechanicznie jak i elektrycznie.
- Ograniczenie czasu nadawania 180 sekund.

Na rynku spotyka się czasami podobne urządzenia produkowane na rynek amerykański w systemie FRS (Family Radio Service). Mają one tę samą moc (500 mW), ale pracują w innym paśmie. Należy zwrócić uwagę, że używanie systemu FRS jest w Polsce i Europie zabronione.

## Lista kanałów (12,5 kHz)
| Kanał | Częstotliwość | Zwyczajowe użycie |
| ----- | ------------- | --- |
| 1     | 446,00625 MHz | FM ⇒ Subton 1: używany w sytuacji zagrożenia (1/1). UK: Kanał dla dzieci                                                                           |
| 2     | 446,01875 MHz | FM ⇒ Kanał w sytuacjach kryzysowych, preperski. PL: Testy łączności awaryjnej DE: Kanał turystyczny, geocaching                                    |
| 3     | 446,03125 MHz | FM ⇒ W całej Polsce używany jako kanał wywoławczy. FM ⇒ Subton 14: kanał górski / ratowniczy (3/14) DE: Kanał preperski                            |
| 4     | 446,04375 MHz | FM ⇒ Subton 14: piloci dronów (4/14). |
| 5     | 446,05625 MHz | FM ⇒ Subton 5: harcerze/skauci (5/5). DE: Kanał w zawodach                                                                                         |
| 6     | 446,06875 MHz | FM ⇒ Subton 16: żeglarze śródlądowi (6/16). DE: Kanał dla organizatorów imprez/wydarzeń                                                            |
| 7     | 446,08125 MHz | |
| 8     | 446,09375 MHz | FM ⇒ Drogowy. FM ⇒ Subton 8: wywoławczy (8/8) - w Polsce kanał 3 bez subtonu. FM ⇒ Subton 16: EmCOM (8/16). UK: Kanał wywoławczy DE: Kanał drogowy |
| 9     | 446,10625 MHz | DMR ⇒ Kontakt (TG99 CC1 TS1). DMR ⇒ EmCOM (TG9112 CC1 TS1). DE: Kanał preperski alternatywny                                                       |
| 10    | 446,11875 MHz | DMR ⇒ Ogólnopolski (TG555 CC5 TS1). |
| 11    | 446,13125 MHz | PA: Księciunio i Toudi |
| 12    | 446,14375 MHz | PL: Kanał zapasowy dla testów łączności awaryjnej                                                                                                  |
| 13    | 446,15625 MHz | DE: Kanał preperski alternatywnyPL: kanał krakowski najczęściej wykorzystywany do rozmów głównie wieczorami i w weekendy.                          |
| 14    | 446,16875 MHz | UK: Kanał do łączności DX |
| 15    | 446,18125 MHz | PL: Testy i porady dla początkujących użytkowników PMR. Łączności i testy sprzętu. Deratyzacja.                                                    |
| 16    | 446,19375 MHz | |

- Na wszystkich kanałach 1-16 krok 12,5khz DMR (DPMR)

## Lista kanałów (6,25 kHz)
| Kanał | Częstotliwość  | Zwyczajowe użycie                                   |
| ----- | -------------- | --------------------------------------------------- |
| 1     | 446,003125 MHz |                                                     |
| 2     | 446,009375 MHz |                                                     |
| 3     | 446,015625 MHz |                                                     |
| 4     | 446,021875 MHz |                                                     |
| 5     | 446,028125 MHz |                                                     |
| 6     | 446,034375 MHz |                                                     |
| 7     | 446,040625 MHz |                                                     |
| 8     | 446,046875 MHz |                                                     |
| 9     | 446,053125 MHz |                                                     |
| 10    | 446,059375 MHz |                                                     |
| 11    | 446,065625 MHz |                                                     |
| 12    | 446,071875 MHz |                                                     |
| 13    | 446,078125 MHz |                                                     |
| 14    | 446,084375 MHz |                                                     |
| 15    | 446,090625 MHz |                                                     |
| 16    | 446,096875 MHz |                                                     |
| 17    | 446,103125 MHz |                                                     |
| 18    | 446,109375 MHz |                                                     |
| 19    | 446,115625 MHz | dPMR ⇒ Kontakt (TG99 CC1) dPMR ⇒ EmCOM (TG9112 CC1) |
| 20    | 446,121875 MHz |                                                     |
| 21    | 446,128125 MHz |                                                     |
| 22    | 446,134375 MHz |                                                     |
| 23    | 446,140625 MHz |                                                     |
| 24    | 446,146875 MHz |                                                     |
| 25    | 446,153125 MHz |                                                     |
| 26    | 446,159375 MHz |                                                     |
| 27    | 446,165625 MHz |                                                     |
| 28    | 446,171875 MHz |                                                     |
| 29    | 446,178125 MHz |                                                     |
| 30    | 446,184375 MHz |                                                     |
| 31    | 446,190625 MHz |                                                     |
| 32    | 446,196875 MHz |                                                     |

## PMR 154
W Polsce obowiązuje tzw. uproszczona rejestracja na te częstotliwości. Dozwolone 1 W w FM.
| Kanał | Częstotliwość (MHz) |
| ----- | ------------------- |
| 1     | 154,600             |
| 2     | 154,800             |
| 3     | 154,825             |
| 4     | 154,850             |

Zgodnie z art. 138 ustawy z dnia 12 lipca 2024 r. – Prawo komunikacji elektronicznej (Dz.U. z 2024 r. poz. 1221), używanie urządzeń radiowych wymaga posiadania pozwolenia radiowego.
Wobec powyższego używanie urządzeń PMR pracujących na kanałach radiowych w paśmie 154 MHz tj. na kanałach o częstotliwościach 154,6000 MHz, 154,8000 MHz, 154,8250 MHz lub 154,8500 MHz, które zostały przeznaczone dla urządzeń radiotelefonicznych małej mocy pracujących z odstępem sąsiedniokanałowym 12,5 kHz lub 25,0 kHz (radiotelefony noszone o mocy do 1 W), może nastąpić wyłącznie po uzyskaniu pozwolenia radiowego.
Pozwolenie radiowe wraz z prawem do wykorzystania częstotliwości, może uzyskać jedynie podmiot prowadzący działalność gospodarczą.
Aby uzyskać pozwolenie radiowe należy złożyć wniosek (druk RRL) o wydanie pozwolenia radiowego. Wniosek o wydanie pozwolenia radiowego oraz wszystkie niezbędne w tej sprawie informacje są dostępne na stronie internetowej UKE. Do wniosku o wydanie pozwolenia radiowego należy załączyć dowód wniesienia opłaty skarbowej za wydane pozwolenie, której obowiązek stosowanie do art. 6 ust. 1 pkt 1 ustawy z dnia 16 listopada 2006 r. o opłacie skarbowej (̣Dz.U. z 2023 r. poz. 2111), powstaje z chwilą złożenia wniosku o dokonanie czynności urzędowej (w tym wydanie pozwolenia radiowego).
Wysokość opłaty skarbowej wynosi:
- 1939 zł – od pozwoleń radiowych wydawanych w związku z wykonywaniem działalności polegającej na świadczeniu usług telekomunikacyjnych, dostarczaniu sieci telekomunikacyjnych lub udogodnień towarzyszących (załącznik do ustawy – część III, poz. 32),

- 82 zł – od pozostałych pozwoleń radiowych (załącznik do ustawy – część III, poz. 44),

- 17 zł – od złożonego dokumentu pełnomocnictwa lub prokury oraz jego odpisu, wypisu lub kopii – do każdego stosunku pełnomocnictwa prokury (z wyjątkami zawartymi w załączniku).

Wniosek o wydanie pozwolenia radiowego należy złożyć we właściwej miejscowo delegaturze Urzędu Komunikacji Elektronicznej, których adresy znajdują się na stronie internetowej pod adresem www.uke.gov.pl.
Podmiot, który uzyskał prawo do wykorzystania częstotliwości w pozwoleniu radiowym zobowiązany jest do uiszczenia opłaty zgodnie z rozporządzeniem Rady Ministrów z dnia 6 grudnia 2013 r., w sprawie rocznych opłat za prawo do dysponowania częstotliwością (Dz.U. z 2013 r. poz. 1586, z późn. zm.).